# Robert Bossy
Constantin Robert Bossy (n. 1896 - d. 1974) a fost un general român, activ în timpul celui de-al Doilea Război Mondial. Era fratele diplomatului Raoul Bossy.

## Cariera militară
A absolvit Școala Militară de Ofițeri activi de artilerie în 1915, fiind înaintat la gradul de sublocotenent în 1 octombrie 1915 și repartizat în Regimentul 23 Artilerie. A fost înaintat la gradul de căpitan la 1 octombrie 1919 și la gradul de maior în 25 martie 1928. A fost mutat în 1 aprilie 1929 din Regimentul Artilerie Antiaeriană în Regimentul 2 Artilerie Grea.
A fost apoi înaintat succesiv la gradele de locotenent-colonel (1 aprilie 1936) și colonel (6 iunie 1940). A fost ofițer de artilerie antiaeriană, fiind detașat și confirmat în cadrul Ministerul Aerului și Marinei în 8 iunie 1940.
După intrarea României în cel de-al Doilea Război Mondial (22 iunie 1941) a condus unitățile de artilerie antiaeriană în luptele pentru eliberarea Basarabiei, în luptele din Transnistria și în prima parte a luptelor din cadrul Bătăliei de la Odesa. A fost decorat pe 13 iunie 1942 cu Medalia Aeronautică de Război, cu spade, clasa III-a: 
„Pentru priceperea și modul deosebit cu care a condus și manevrat unitățile de A. A., în cursul campaniei din Basarabia, Transnistria și prima parte a luptelor pentru cucerirea Odesei, ducându-le la rezultate glorioase”.
Decretul regal nr. 1.732 din 13 iunie 1942
Colonelul Bossy a fost șef al gospodăriei militare regale (august-noiembrie 1944). Colonelul Robert Bossy a fost numit la 20 noiembrie 1944, prin decret regal, în funcția de prim-adjutant regal în cadrul Casei Militare Regale, îndeplinind această funcție până la 30 decembrie 1947.
Ulterior, printr-un decret regal din 11 mai 1945, a fost înaintat la gradul de general de brigadă începând cu data de 1 aprilie 1945. A fost trecut din oficiu în cadrul disponibil la 9 august 1946 și apoi în rezervă un an mai târziu, pe 9 august 1947.
În 1948 a emigrat și mai târziu s-a stabilit în Elveția.

## Decorații
- Ordinul „Sfânta Ana” cu spade clasa III[12]
- „Semnul Onorific” de 25 ani, serviți în armată[13]
- „Semnul Onorific” de 25 ani, serviți efectiv în Armata Română[14]
- Medalia Aeronautică de Război, cu spade, clasa III-a (13 iunie 1942)[6]

## Legături externe
- en  Generals.dk